# 파이어니어 금성 다중탐사정
파이어니어 금성 다중탐사정(Pioneer Venus Multiprobe) 또는 파이어니어 금성 2호(Pioneer Venus 2), 파이어니어 13호(Pioneer 13)는 미국 항공우주국의 파이어니어 계획 중 하나로, 금성의 대기권을 탐사하기 위해 발사된 탐사선이다.

## 우주선

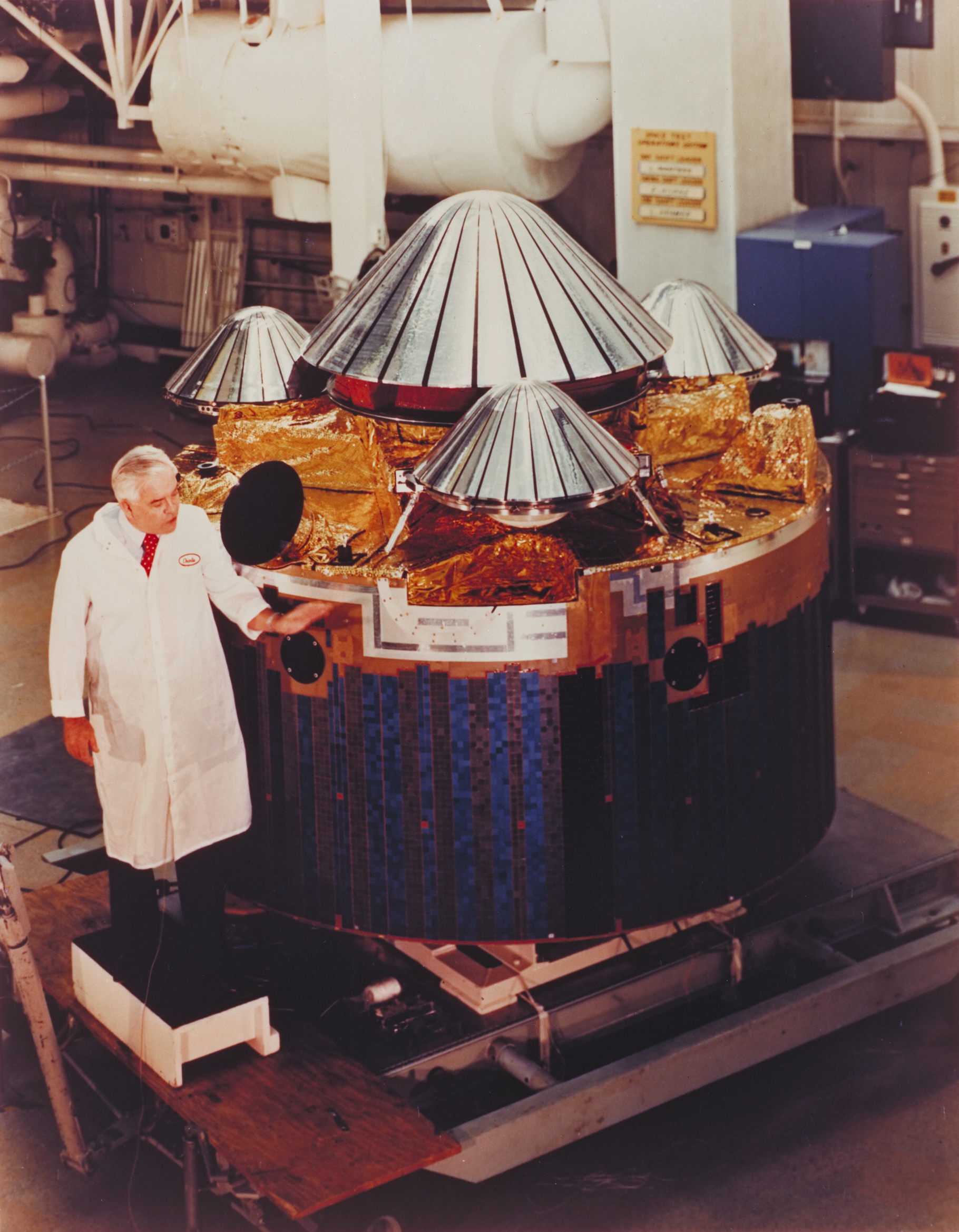
파이어니어 금성 운반선과 탐사정들

파이어니어 금성 다중탐사정의 운반선은 휴즈 항공기업에 의해 만들어졌다. 운반선은 2.5m의 지름과 290kg의 무게를 지닌 원통형이었다. 운반선은 대기권 하부까지 측정을 시작하지 않은 탐사정과 다르게, 금성 상부 대기권의 정보를 보내 왔다.
운반선은 대기의 마찰에 의해 파괴될 때까지 대기의 정보를 보내도록 설계되었다. 목적은 표면에 이를 때까지 대기 구조와 구성을 연구하고, 대기의 하부 정보와 구름의 조성을 밝혀내고, 지역별 대기 순환에 대한 자료를 밝혀내는 것이다. 낙하산과 열 차폐막이 없었고, 운반선은 대기 상부의 자료를 보내왔고, 1978년 12월 9일 110km의 고도에서 신호가 끊겼다.

## 탐사정
우주선은 금성의 대기에 대한 정보를 얻기 위한 목적으로 한 개의 큰 탐사정과 세 개의 작은 탐사정을 금성의 대기로 내려보냈다. 탐사선은 사진기가 없고, 착륙을 위해 설계되지 않았다 - 작은 탐사정은 낙하산을 갖추지 않았고, 큰 탐사정은 낙하산을 표면에 가까워지면 분리할 예정이었다. 그러나 하나가 살아남아 표면에서 자료를 한 시간 정도 계속 보내왔다.

### 대형 탐사정

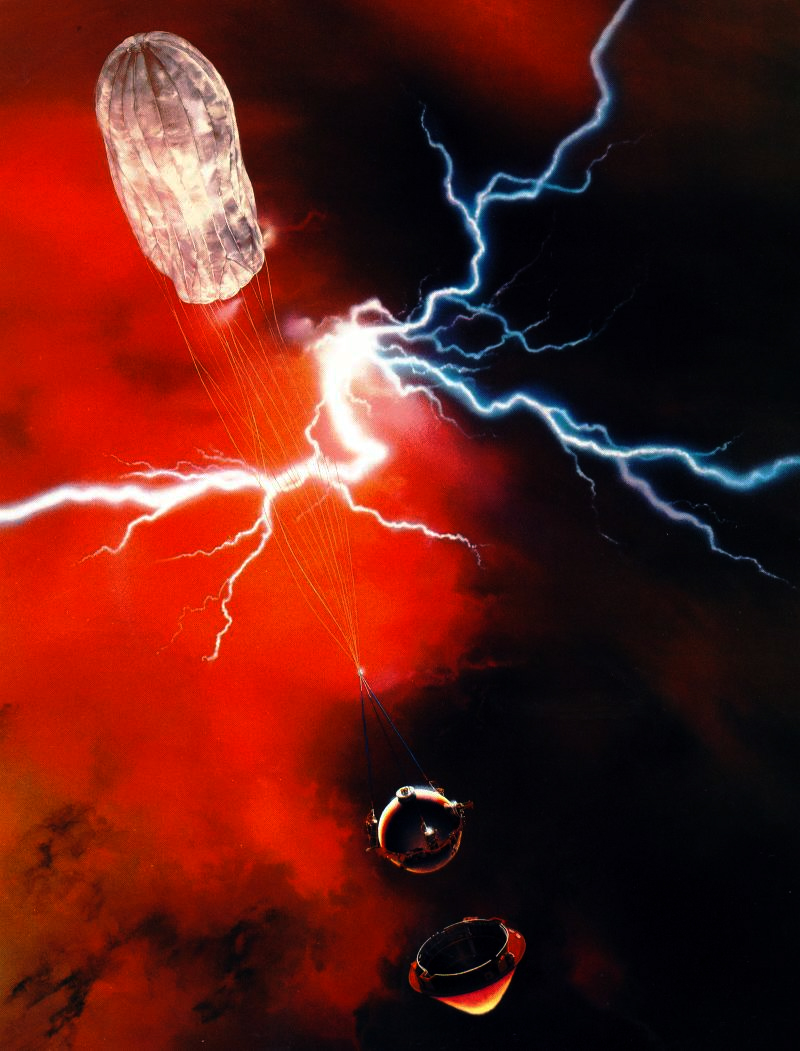
대형 탐사정이 낙하산을 전개한 모습의 상상도.

대형 탐사정의 지름은 150cm이고, 보호막을 빼면 73.2cm이다. 대형 탐사정은 보호막으로 둘러싸인 구 모양이고, 일곱 가지의 과학 장치를 가지고 있었다.
탐사정은 금성의 밤 쪽에서 진입하여 11.5 km/s의 속도로 감속 후, 낙하산이 47 km 고도에서 펼쳐졌다. 그 후 과학 실험들을 진행했다.

### 소형 탐사정들
세 개의 작은 탐사정들은 (전개되었을 때) 0.8 m의 동일한 크기를 가지고 있었다. 이 탐사정들도 보호막에 둘러싸인 구 모양으로 이루어져 있었지만, 대형 탐사정과는 달랐다. 작은 탐사정들은 낙하산이 없었으며 보호막이 탐사선에서 분리되지 않았다.
각 탐사정은 온도, 압력 및 가속도 감지계를 가지고 있었고, 대기권의 구성 성분과 복사되는 에너지를 관찰하는 장비도 있었다. 또한 네 탐사정으로부터의 무선 신호는 대기권의 바람, 난류를 측정하기 위해 사용되었다.
작은 탐사정들은 각각 행성의 다른 부분을 목적으로 했고, 이름도 그에 맞추어 지어졌다.

북부 탐사정은 금성의 낮 지역의 북위 60도를 목표로 했다.

야간 탐사정은 금성의 밤 지역을 목표로 했다.

낮 탐사정은 금성의 낮 지역을 목표로 하였고, 충돌 후에 살아남아 한 시간 이상 자료를 보내왔다. 탐사정들 중 충돌에서 살아남아 자료를 전송한 탐사정은 낮 탐사정 이외에는 없었다.

## 발사
파이어니어 금성 다중탐사정은 1978년 8월 8일 아틀라스 센타우르 로켓으로 케이프커내버럴 공군 기지에서 발사되었고, 태양 주회 궤도로 운반선이 진입했다.

## 금성 도착
탐사선이 금성에 도달하기 전에, 네 개의 탐사정은 운반선에서 분리되었다. 대형 탐사정은 1978년 11월 16일 분리되었고, 세 개의 작은 탐사정들은 11월 20일에 분리되었다.
네 개의 탐사정과 운반선이 1978년 12월 9일 금성에 도달했다. 대형 탐사정은 세계협정시로 18시 45분 32초에 금성 대기권에 진입하였고, 그리고 11분 후까지 세 소형 탐사정이 진입하였다. 운반선은 세계협정시 20시 21분 52초에 대기권에 진입하고, 표면 110 km 위에서 신호가 끊겼다.
탐사정들은 표면까지의 정보를 보내 왔다: 낮 탐사정은 충돌에서 살아남아 1시간이 넘게 정보를 보내 왔다.
|                              | 대형 탐사정                                     | 북부 탐사정                                     | 낮 탐사정                                         | 야간 탐사정                                       | 운반선                                                     |
| ---------------------------- | ----------------------------------------------- | ----------------------------------------------- | ------------------------------------------------- | ------------------------------------------------- | ---------------------------------------------------------- |
| 진입 시간 (200 km 진입 기준) | 18:45:32                                        | 18:49:40                                        | 18:52:18                                          | 18:56:13                                          | 20:21:52                                                   |
| 충돌 시간                    | 19:39:53                                        | 19:42:40                                        | 19:47:59                                          | 19:52:05                                          | (신호는 110 km 고도에서 두절)                              |
| 신호 두절 시간               | 19:39:53                                        | 19:42:40                                        | 20:55:34                                          | 19:52:07                                          | 20:22:55                                                   |
| 충돌 좌표                    | 북위 4° 24′ 동경 304° 00′ / 북위 4.4° 동경 304° | 북위 59° 18′ 동경 4° 48′ / 북위 59.3° 동경 4.8° | 남위 31° 18′ 동경 317° 00′ / 남위 31.3° 동경 317° | 남위 28° 42′ 동경 56° 42′ / 남위 28.7° 동경 56.7° | 남위 37° 54′ 동경 290° 54′ / 남위 37.9° 동경 290.9° (추정) |
| 태양의 각도                  | 65.7                                            | 108.0                                           | 79.9                                              | 150.7                                             | 60.7                                                       |
| 충돌 지역의 금성 시간        | 7:38                                            | 3:35                                            | 6:46                                              | 0:07                                              | 8:30                                                       |

## 같이 보기
- 파이어니어 금성 궤도선
- 갈릴레오 탐사정